# Лак (район)
6°39′ пн. ш. 4°42′ зх. д. / 6.650° пн. ш. 4.700° зх. д.
Район Лак (фр. District des Lacs) — один з 14 районів Кот-д'Івуару, знаходиться у центрі країни. Адміністративний центр — місто Дімбокоро.

## Створення
Район Лак був створений 28 серпня 2011 році після адміністративної реоформи у Кот-д'Івуар. Територія району складалася з колишніх областей Нзі-Комое, Лак.

## Адміністративний поділ
Район Лак ділиться на 4 регіони та 13 департаментів:
- Беліер (фр. Bélier)
- Іффу (фр. Iffou)
- Н'Зі (фр. N'Zi)
- Морону (фр. Moronou)

## Населення
За даними перепису 2014 року, населення Району Лак становить 1 258 604 осіб.